# スティーブ・リーガル
スティーブ・リーガル（ "Mr. Electricity" Steve Regal、本名：Stephen M. Regal、1951年8月25日 - ）は、アメリカ合衆国の元プロレスラー。インディアナ州インディアナポリス出身。
1980年代中盤を全盛期に、軽量級の金髪ヒールとして、AWAなどの中西部地区を主戦場に活躍した。元AWA世界タッグ王者、AWA世界ライトヘビー級王者、NWA世界ジュニアヘビー級王者。

## 来歴
1971年にウイルバー・スナイダーの娘シンディと結婚し、その縁故で1975年、スナイダーがディック・ザ・ブルーザーと共に運営していた地元インディアナポリスのWWAにおいてデビュー。キャリア前半はスナイダーの娘婿としてベビーフェイスのポジションで活動、WWAと提携していたAWAの興行にも出場してキャリアを積む。1979年11月19日には、同じくAWAの提携団体だったテネシー州メンフィスのCWAにて、ヘクター・ゲレロと組んでブロンド・ボンバーズ（ラリー・レイザム&ウェイン・ファリス）からAWA南部タッグ王座を奪取した。
NWAのテリトリーでは1981年6月30日、太平洋岸北西部のパシフィック・ノースウエスト・レスリングにおいて、フラッグシップ・タイトルのNWAパシフィック・ノースウエスト・ヘビー級王座をトーナメントに優勝して獲得。バディ・ローズやリップ・オリバーを抗争相手に、同タッグ王座にも戴冠した。中西部のセントラル・ステーツ・レスリングでは、1982年3月にデューイ・ロバートソンと組んでジェリー・バリアント&ロジャー・カービーからNWAセントラル・ステーツ・タッグ王座を奪取している。同年7月には全日本プロレスに初来日、ジュニアヘビー級の選手として大仁田厚らと対戦した。
1984年よりヒールに転向してAWAに定着し、3月25日にミネソタ州セントポールにてバック・ズモフを破り、AWA世界ライトヘビー級王座を獲得。長期政権を築き、1985年9月28日にシカゴのコミスキー・パークで開催された "SuperClash '85" ではブラッド・レイガンズの挑戦を退けた。翌29日にはジミー・ガービンと組み、ロード・ウォリアーズからAWA世界タッグ王座を奪取。AWAの二冠王となり、ライトヘビー級王座は同年11月28日にズモフに奪還されるまで、タッグ王座は1986年1月18日にスコット・ホール&カート・ヘニングに敗れるまで保持した。ライトヘビー級王者時代の1985年6月には全日本プロレスに再来日、7月8日に長岡市厚生会館にて、ジャパンプロレスの小林邦昭が保持していたNWAインターナショナル・ジュニアヘビー級王座に挑戦した。
AWA世界タッグ王座陥落後、1986年5月よりNWAのジム・クロケット・プロモーションズに登場。8月2日にジョージア州アトランタにてデニー・ブラウンからNWA世界ジュニアヘビー級王座を奪取するも、翌月に奪還され、そのままNWAには定着することなく短期間で離脱している。
その後は9月から10月までWWFに出場したが、当時のWWFでは軽量級選手の活躍できる余地はなく、ジャンクヤード・ドッグ、ビリー・ジャック・ヘインズ、ティト・サンタナ、ホンキー・トンク・マン、ディック・スレーターなどのジョバーを務め、ベビーフェイスのジョバーだったジョージ・ウェルズやS・D・ジョーンズ、若手のニック・キニスキーにも白星を献上した。
1988年からは地元のインディアナおよびイリノイ州を拠点とするインディー団体のWCPW（Windy City Pro Wrestling）に参戦、同年4月13日にWCPW世界ヘビー級王座の初代チャンピオンに認定され、カーネル・デビアーズなどを挑戦者に1989年12月23日まで戴冠。以降はセミリタイアし、1995年にかけてWCPWの興行に時折出場していた。

## 得意技
- ドロップキック
- ブレーンバスター
- エルボー・ドロップ

## 獲得タイトル
コンチネンタル・レスリング・アソシエーション
- AWA南部タッグ王座：1回（w / ヘクター・ゲレロ）[4]

パシフィック・ノースウエスト・レスリング
- NWAパシフィック・ノースウエスト・ヘビー級王座：2回[5]
- NWAパシフィック・ノースウエスト・タッグ王座：2回（w / マット・ボーン）[6]

セントラル・ステーツ・レスリング
- NWAセントラル・ステーツ・タッグ王座：2回（w / デューイ・ロバートソン）[7]

ワールド・レスリング・アソシエーション
- WWA世界タッグ王座：2回（w / スパイク・ヒューバー）[18]

アメリカン・レスリング・アソシエーション
- AWA世界ライトヘビー級王座：1回[9]
- AWA世界タッグ王座：1回（w / ジミー・ガービン）[11]

ミッドアトランティック・チャンピオンシップ・レスリング
- NWA世界ジュニアヘビー級王座：1回[14]

ウィンディ・シティ・プロ・レスリング
- WCPW世界ヘビー級王座：1回[17]